# Bégrolles-en-Mauges
 Bégrolles-en-Mauges  es una población y comuna francesa, en la región de Países del Loira, departamento de Maine y Loira, en el distrito de Cholet y cantón de Beaupréau.

## Demografía
| 1104 | 1146 | 1254 | 1435 | 1520 | 1531 |
| Para los censos de 1962 a 1999 la población legal corresponde a la población sin duplicidades (Fuente: INSEE [Consultar]) |      |      |      |      |      |